# Qingyang
Qingyang is een stadsprefectuur in de Chinese provincie Gansu. Door Qingyang loopt de nationale weg G318.